# Luigi Pezzuto
Luigi Pezzuto (Squinzano, Italija, 30. travnja 1946.) je nadbiskup Rimokatoličke Crkve, peti apostolski nuncij u Bosni i Hercegovini i treći nuncij u Crnoj Gori. Od 2016. apostolski nuncij je u Monaku.

## Životopis
Za svećenika je zaređen 25. rujna 1971., zareditelj je bio Francesco Minerva. 7. prosinca 1996. imenovan je naslovnim nadbiskupom, a istog dana i apostolskim nuncijem u Republici Kongo i Gabonu. 6. siječnja sljedeće godine, papa Ivan Pavao II. zaredio ga je za biskupa. Obavljao je nuncijsku službu i u Tanzaniji (1999. – 2005.) te Salvadoru i Belizeu (2005. – 2012.) 7. sudenog 2012. na službi apostolskog nuncija u Bosni i Hercegovini te Crnoj Gori naslijedio je Alessandra D'Errica. Govori francuskim, španjolskim, portugalskim i engleskim jezikom.

### Nuncij u Bosni i Hercegovini
Krajem 2012. papa Benedikt XVI. izrazio je svoju zabrinutost za stanje Hrvata katolika u Bosni i Hercegovini rekavši da su desetine tisuća katolika u Bosni i Hercegovini obespravljeni. Imavši to na umu, papa je 17. studenog iste godine apostolskim nuncijem u Bosni i Hercegovini imenovao Luigia Pezzuta, iskusnog diplomata. U veljači je novi nuncij došao u Sarajevo gdje je uputio poruku spremnosti suradnje sa svim kulturama i religijama. Dana 12. veljače uručio je akreditive predsjedniku predsjedništva Bosne i Hercegovine Nebojši Radmanoviću.

## Vanjske poveznice
- Nastupni govor nuncija Pezzuta na predaji akreditiva predsjedatelju Radmanoviću
- Homilija nuncija Pezzuta na nastupnoj Misi u sarajevskoj katedrali